# Chaetonotus alni
Chaetonotus alni är en djurart som tillhör fylumet bukhårsdjur, och som beskrevs av Nesteruk 1991. Chaetonotus alni ingår i släktet Chaetonotus och familjen Chaetonotidae. Inga underarter finns listade i Catalogue of Life.